# Luis Ángel Morales
Luis Ángel „Vaquerito” Morales Rojas (ur. 22 października 1992 w Guadalajarze) – meksykański piłkarz występujący na pozycji lewego skrzydłowego.

## Kariera klubowa
Morales jest wychowankiem trzecioligowego zespołu Vaqueros de Ixtlán (stąd jego przydomek „Vaquerito” – „Mały Kowboj”), w którym z powodzeniem występował przez dwa lata. W połowie 2012 roku jego udane występy zaowocowały transferem do grającego w najwyższej klasie rozgrywkowej klubu Chivas de Guadalajara, gdzie od razu został włączony do pierwszej drużyny przez holenderskiego szkoleniowca Johna van ’t Schipa i w Liga MX zadebiutował 26 sierpnia 2012 w przegranym 1:2 spotkaniu z Monterrey. Premierowego gola w pierwszej lidze strzelił natomiast już tydzień później w zremisowanej 1:1 konfrontacji z Pueblą. Do końca rozgrywek Apertura 2012 regularnie, choć głównie jako rezerwowy, pojawiał się na ligowych boiskach, otrzymując nagrodę dla odkrycia sezonu w plebiscycie magazynu „Récord”. Ogółem w barwach Chivas grał bez większych sukcesów przez rok, po czym w ramach rozliczenia za transfer Néstora Vidrio przeniósł się do ekipy CF Pachuca. Tam występował natomiast jako rezerwowy przez sześć miesięcy, również bez poważniejszych osiągnięć.
Wiosną 2014 Morales został zawodnikiem zespołu Monarcas Morelia, z którym jeszcze w tym samym roku zdobył superpuchar Meksyku – Supercopa MX.
| Sezon     | Klub                  | Kraj   | Rozgrywki        | Mecze | Bramki |
| --------- | --------------------- | ------ | ---------------- | ----- | ------ |
| 2010/2011 | Vaqueros de Ixtlán    | Meksyk | Segunda División | 26    | 6      |
| 2011/2012 | Vaqueros de Ixtlán    | Meksyk | Segunda División | 25    | 4      |
| 2012/2013 | Chivas de Guadalajara | Meksyk | Liga MX          | 25    | 2      |
| 2013/2014 | CF Pachuca            | Meksyk | Liga MX          | 7     | 0      |
| 2013/2014 | Monarcas Morelia      | Meksyk | Liga MX          | 5     | 0      |
| 2014/2015 | Monarcas Morelia      | Meksyk | Liga MX          |       |        |